# Chaco (Paraguai)

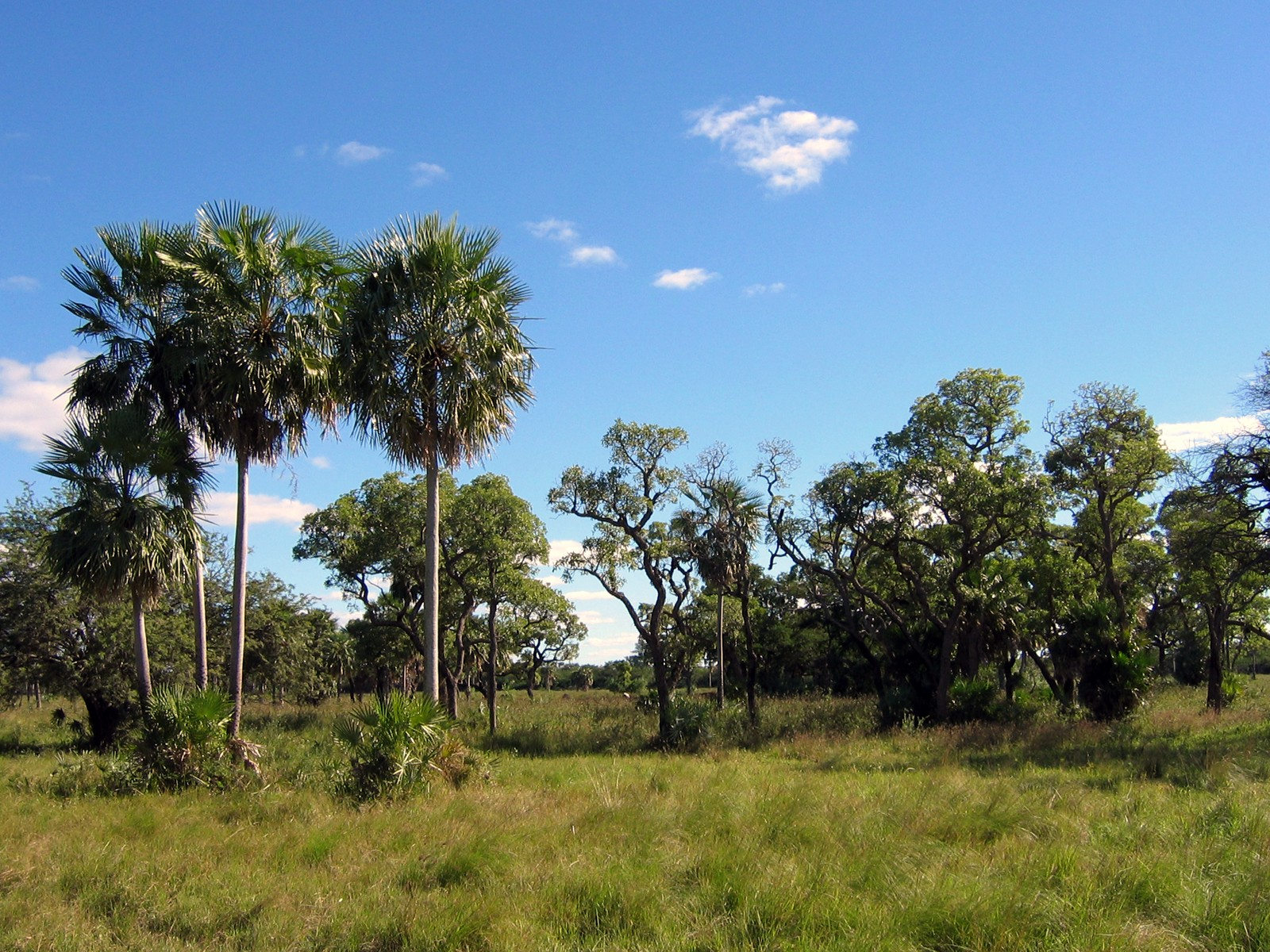
Chaco Boreal, Paraguai.

A região do Chaco, ou Chaco paraguaio (no original Chaco paraguayo), é uma região semiárida no Paraguai, com uma densidade populacional muito baixa. A área está sendo desmatada rapidamente.
O Chaco é uma grande área geográfica que é pouco povoada. Muitos dos que vivem na região são os povos nativos. Ela abrange os departamentos de Boquerón, Alto Paraguai e do Departamento de Presidente Hayes, no Paraguai.
A região de Chaco foi o cenário da guerra territorial mais longa a ocorrer na América do Sul; um conflito armado entre o Paraguai e a Bolívia, com duração de 1932-1935.
A região também é o lar de locais de importância histórica que foram preservadas, incluindo Boquerón, Campo Grande, Via Campo, Nanawa, o local da batalha de Cañada Strongest, Carmen, Kilometro 7, Picuiba e Villamontes, entre outros.

## Localização
O Chaco paraguaio está localizada entre os rios Pilcomayo e Paraguai, que proporcionam solos salinos que atraem uma rica variedade de plantas e animais. Seus limites são a fronteira com a Argentina ao longo do rio Pilcomayo, a oeste; a fronteira com o Brasil sobre a foz do rio Apa ao sul-leste; a fronteira com a Bolívia, ao norte; e da fronteira com a região Oriental (Região Leste) para o sul.

## Povos indígenas do Chaco paraguaio

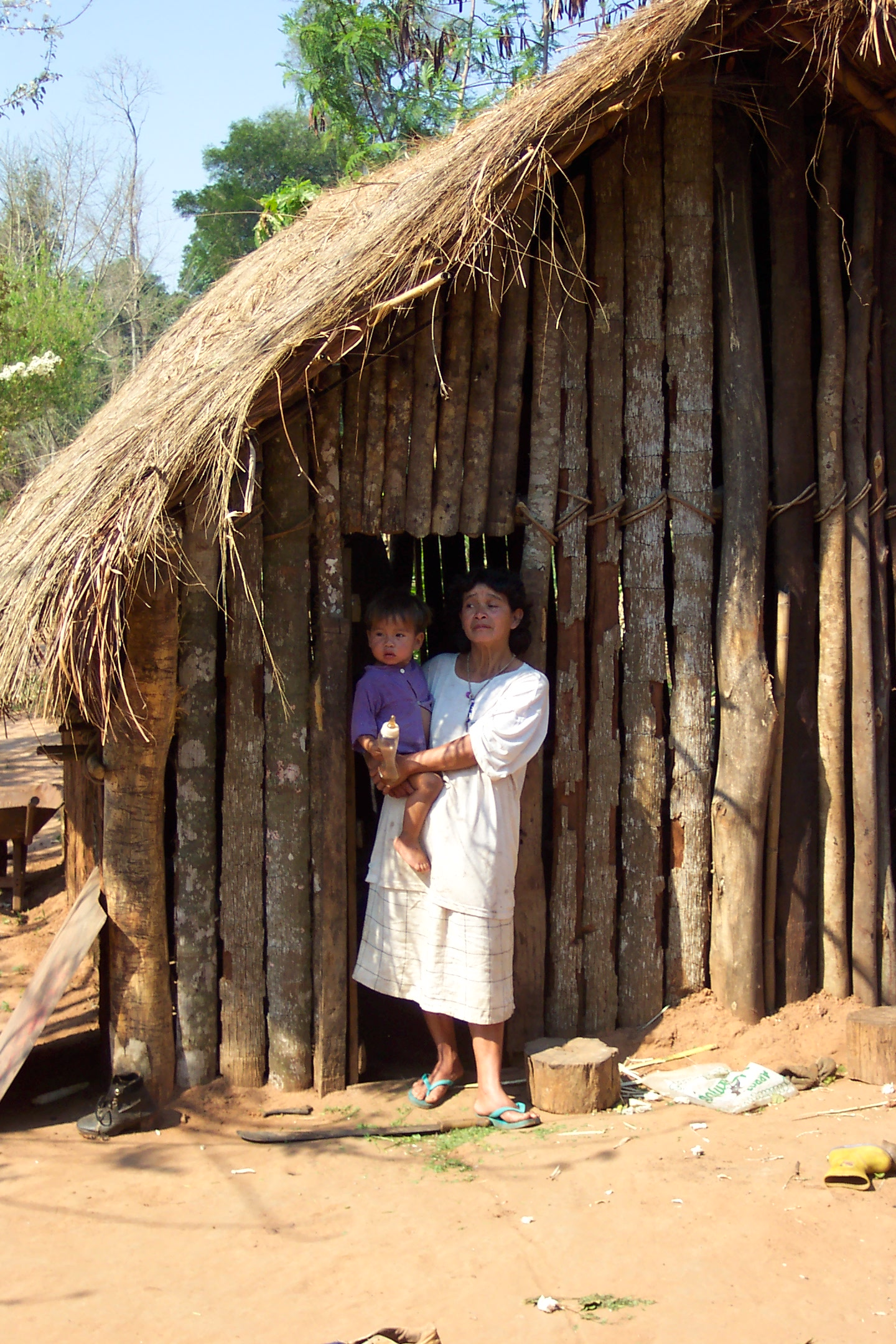
Mãe e criança indígena no Chaco paraguaio.

A maioria dos povos indígenas do Paraguai vive no Chaco. Estes incluem os grupos de partidários:
- Abipón[3]
- Ayoreo (Zamuco) [3]
- Chamacocos[3] (Ishir)
  - Ebytoso
  - Tomáraho
- Chiripá[4]
- Chorote[3]
- Chané
- Sanapaná
- Guana[3]
- Guaraní[3]
- Lengua (Enxet)[3]
- Nivaclé[4] (Chulupí[3])
- Macá[3]
- Mbayá[4]
- Paí tavyterã[4]
- Toba[3]

As famílias de línguas e suas localizações são as seguintes:
- A família de línguas Maskoy Toba; às margens do rio Paraguai, no centro-leste.
- A família linguística Mataco nivaclé; perto do rio Pilcomayo, no sudeste.
- A família linguística Zamuco, Chamacoco; às margens do rio Paraguai, no nordeste.
- A família de línguas guaicurúes emake; no baixo Chaco.

## Chaco e o cultivo de biocombustíveis
O Chaco é uma das últimas fronteiras agrícolas da América do Sul e é muito pouco povoada, com pouca infraestrutura; era até recentemente muito isolada para a agricultura. Dois aspectos podem ter mudado isso a curto prazo, baixas avaliações de terra e a capacidade de cultivo de biocombustíveis.